# Jakob Moleschott

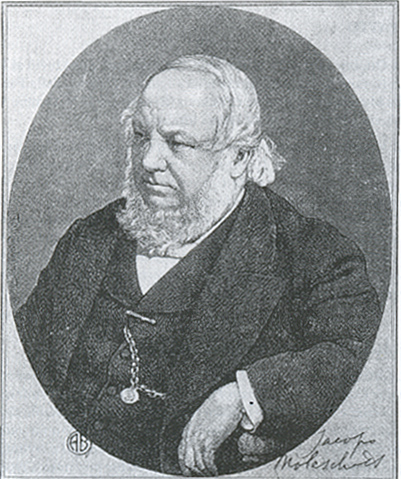
Jakob Moleschott

Jakob Moleschott, auch Jacob Moleschott (* 9. August 1822 in ’s-Hertogenbosch, Niederlande; † 20. Mai 1893 in Rom) war ein niederländischer Arzt und Physiologe.
Zusammen mit Carl Vogt und Ludwig Büchner vertrat er im Materialismusstreit die Position des wissenschaftlichen Materialismus. Wie Adolf Fick, Carl Ludwig und Emil du Bois-Reymond vertrat er eine physikalisch-mathematisch fundierte, experimentelle Richtung der Physiologie.

## Leben
Jakob Moleschott studierte in Heidelberg Medizin. Von 1845 bis 1847 arbeitete er als Arzt in Utrecht, ab 1847 lehrte er als Privatdozent in Heidelberg Physiologie. Aufgrund des materialistischen und atheistischen Charakters seines Buches Der Kreislauf des Lebens (1852) drohte ihm 1854 der Rektor der Universität Heidelberg mit dem Entzug der Lehrberechtigung. Gegenüber dem badischen Kultusminister verzichtete Moleschott daraufhin brieflich auf jede Lehrtätigkeit, weil er die Lehrfreiheit nicht mehr gewährleistet sah. Zunächst leitete Moleschott in Heidelberg ein privates Laboratorium, bevor er 1856 einem Ruf nach Zürich folgte. Ab 1861 lehrte er in Turin und wurde 1876 Senator des Königreichs Italien. Ab 1879 war Moleschott Professor für Physiologie in Rom. Er gehörte zu den bekanntesten niederländischen Physiologen des 19. Jahrhunderts.

## Leistungen und Werk
Moleschotts Forschungen werden auf kultur- und physiologiegeschichtlichem Hintergrund kritisch untersucht und bewertet. Neben seinen populärwissenschaftlichen Veröffentlichungen auf dem Gebiet des Stoffwechsels und der Diätetik leistet er wichtige Beiträge zur Lungenhistologie und Blutphysiologie. Während seiner Lehrtätigkeit in Heidelberg wurde er dort infolge seines Atheismus seines Amtes enthoben.
Er legt in seinem berühmt gewordenen Buch Der Kreislauf des Lebens: Physiologische Antworten auf Liebig's Chemische Briefe. (1852, 5. Aufl. 1876) den Gedanken von der Erhaltung der Kraft im Kreislauf der Natur in rein stofflichem Sinne aus. Wenn der Bergmann im Schweiße seines Antlitzes phosphorsauren Kalk aus der Erde holt, der Bauer mit ihm seinen Weizen düngt, so denkt er nicht daran, dass er damit nicht bloß den Körper, sondern am letzten Ende auch das Gehirn des Menschen nährt. »Ohne Phosphor kein Gedanke!« Mit dem Stoffe ist das Leben, mit dem Leben das Denken, mit dem Denken der Wille, das Leben besser und glücklicher zu machen, verbunden. Vermögen wir daher unserem Gehirn die besten Stoffe zuzuführen, so werden auch Denken und Wollen ihre höchste Entwicklung erreichen und die soziale Frage wird ihre Lösung finden. Der Mensch ist die Summe von Eltern und Amme, Ort und Zeit, Luft und Wetter, Schall und Licht, Kost und Kleidung, kurz durch äußere Einflüsse durchaus bedingt. Die Naturforschung ist daher der Prometheus unserer Zeit, die Chemie die höchste Wissenschaft. Gegen Ende seines Lebens hat Moleschott übrigens betont, dass er, da der Stoff nie ohne Kraft (Geist) zu denken sei, eigentlich eine »unteilbare Zweieinigkeit«, also den Monismus und nicht den Materialismus lehre. Als Vertreter des mechanischen Materialismus der 1850er Jahre wurde er von Ludwig Feuerbach beeinflusst.
Seine Einstellungen als Vertreter des naturwissenschaftlichen Materialismus:
1. Alle Erkenntnis beruht auf Erfahrung und auf denkende Zusammenfassung der Sinneswahrnehmungen.
2. Ein Gegenstand ist nur durch seine Beziehung zu anderen Gegenständen. Haben wir alle Eigenschaften der Dinge erkannt, die auf die entwickelten Sinne einen Eindruck zu machen vermögen, dann haben wir auch das Wesen der Dinge erfasst.
3. Alles Naturgeschehen besteht in Bewegung der Grundstoffe. Die Unveränderlichkeit des Stoffvorrats begründet die Ewigkeit des Kreislaufes. Die Bewegungsfähigkeit ist eine der allgemeinsten Eigenschaften des Stoffes. Überall sind die Eigenschaften des Stoffes dieselben, daher gibt es keine besondere Lebenskraft.
4. Die Organismen sind aus dem Anorganischen hervorgegangen und nur kompliziertere Stoffformen. Auch die psychischen Vorgänge sind an den Stoff gebunden. Das Denken ist eine Gehirn-Bewegung.
5. In der Welt ist alles streng gesetzlich bestimmt. So auch der Wille.

Moleschott wurde im Jahr 1884 in die Deutsche Akademie der Naturforscher Leopoldina aufgenommen.

## Schriften
- Die Physiologie der Nahrungsmittel. Ein Handbuch der Diätik, Darmstadt 1850
- Physiologie des Stoffwechsels in Pflanzen und Thieren, Erlangen 1851
- Der Kreislauf des Lebens. Physiologische Antworten auf Liebig's Chemische Briefe, Mainz 1852
- Georg Forster, der Naturforscher des Volks, Frankfurt am Main 1854
- Physiologisches Skizzenbuch, Gießen 1861
- Ein Blick ins innere der Natur, Gießen 1882
- Karl Robert Darwin, Gießen 1883
- Kleine Schriften (2 Bände), Gießen 1880–1887
- Franciscus Cornelius Donders, Gießen 1888
- Vorwort zu Jacob Moleschott, Josef Schrattenholz (Hrsg.): Antisemiten-Hammer. Eine Anthologie aus der Weltliteratur, Lintz, Düsseldorf 1894
- Für meine Freunde. Lebenserinnerungen, Gießen 1895